# Eutelothyria itaquaquecetubae
Eutelothyria itaquaquecetubae là một loài ruồi trong họ Tachinidae.